# Іван Мазепа в культурі
Образ гетьмана Мазепи в художніх творах — зображення Івана Мазепи в художній літературі, живописі, кінематографії, музиці і в театральних постановках діячами культури та мистецтва. Доля Івана Мазепи цікавила багатьох відомих українських і закордонних письменників, поетів, художників, композиторів з різних країн — Франції, Англії, США, Канади, Польщі, Німеччини, Росії тощо.

## Фестивалі

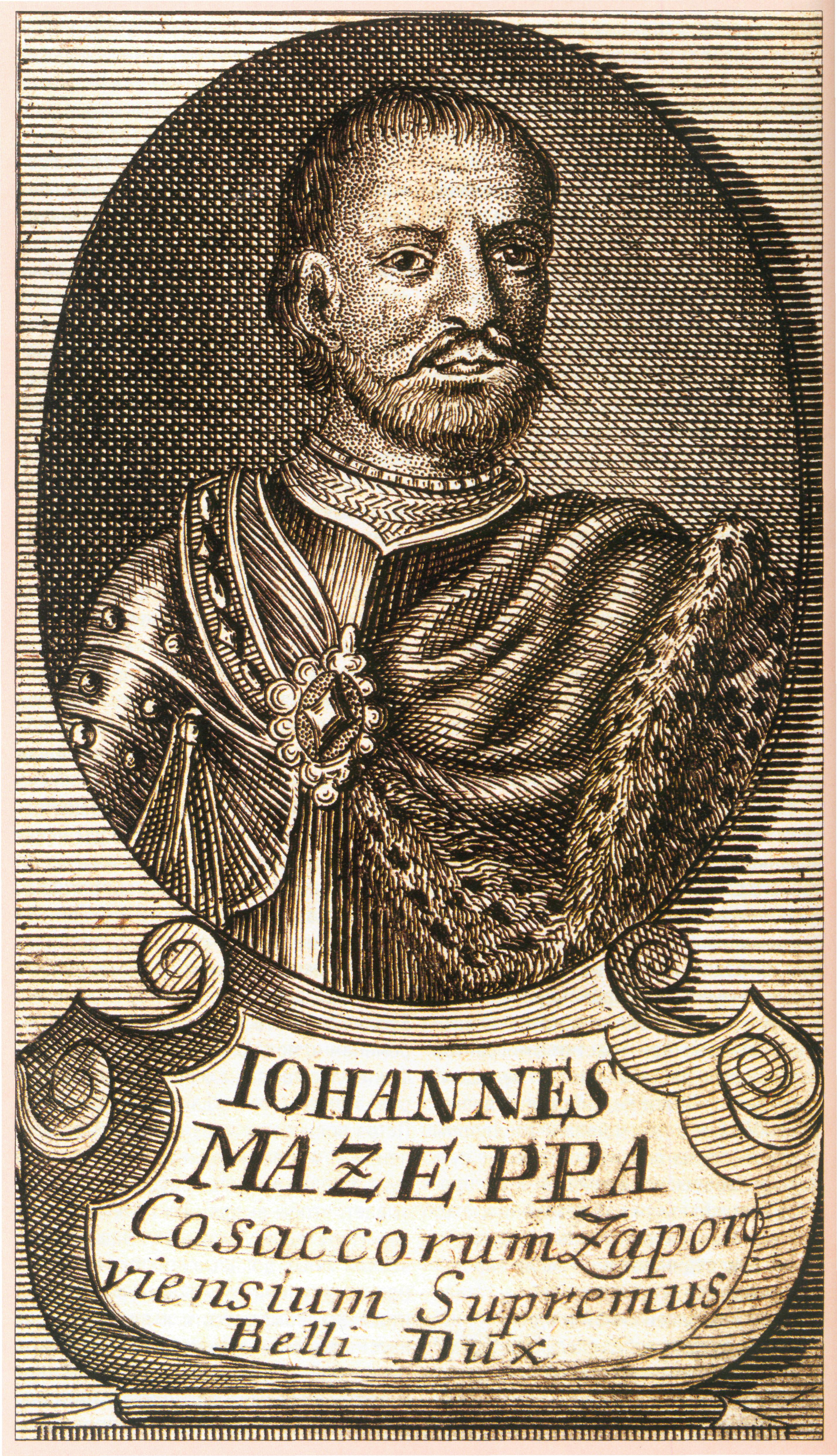
Іван Мазепа. Гравюра 1715 р.

У Полтаві із 2003 року проходить всеукраїнський фестиваль «Мазепа-фест». На ньому митці представляють свої літературні, музичні твори, відбуваються зустрічі з діячами культури.

## Образ гетьмана Мазепи в театральних постановках
Постановка вистав з образом Мазепи на театральних сценах світу почалася ще на початку XIX ст. В Америці, у країнах Європи (особливо в Німеччині, Франції та Англії) і лише в другій половині XIX століття досягла Росії. Під час цих постановок, з легкої руки Г. Пейна, Л. Кюмевьера і Г. М. Мільнера, гетьман Мазепа трансформувався в татарського князя, а потім став асоціюватися з оголеним вершником, який мчить на коні диким степом.
Серед основних сценічних жанрів, які представляли образ Мазепи, були драми, трагедії, пантоміми, опери, а також гіподрами та кінні жарти:
- «Велика ідея» — театралізована вистава в Карнегі-Холі, постановка комітету Ліги української молоді Північної Америки (Нью-Йорк, 1949);
- «Мазепа» — драма німецького письменника Р. Готтшала (1855);
- «Гетьман Іван Мазепа: три картини з життя Великого гетьмана» — театралізоване подання до Карнегі-Холі, постановка комітету Ліги української молоді Північної Америки (Нью-Йорк, 1959);
- «Розіп'ятий Мазепа» — п'єса Івана Огієнка (Канада);
- «Іван Мазепа» — драма Л. Старицької-Черняхівської була заборонена в Україні і ні разу не ставилася до здобуття незалежності;
- «Мазепа» — драма О. Шатковського (1898);
- «Маруся Кочубей і Мазепа» — п'єса О. Десятникова-Васильєва (1901);
- «Мазепа і Палій» — п'єса О. Леднева (1904);
- «Мазепа — гетьман малоросійський» — п'єса Б. Бродозлова (1909);
- «Мазепа» — п'єса Л. Манька (1911);
- «Мазепа» — п'єса К. Карпатського (1912);
- «Мазепа» — п'єса О. Сагайдачного (1918);
- «Мазепа» — п'єса П. Кононенко (1919);
- «Мазепа» — театральна постановка за мотивами творів Б. Лепкого. Була поставлена в окупованому німцями Львові під час Другої світової війни;
- «Мазепа» — театральна постановка театру імені М. Заньковецької (Львів, 1992).
- «Мазепа або повстання в Україні» —  спектакль-пантоміма французького письменника Арно П'єра-Селестана (1857)

## Образ гетьмана Мазепи в художній літературі

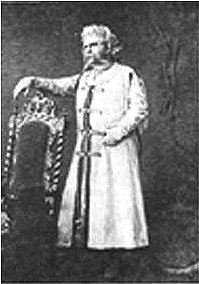
Богомір Корсов в ролі Мазепи, Великий театр (Москва), 1884

Образ гетьмана Мазепи отримав велике поширення не тільки в зарубіжній літературі, а й у творах українських письменників:
- «Альцід російський» (лат. Alcides rossiyski, 1695)[4] — панегірик Пилипа Орлика, написаний переважно польською мовою (деякі фрази латиною)[5] на честь військових перемог гетьмана Мазепи[6][7][8] (1695);
- «Спомини Азема» (фр. Memoires d'Azema) — роман Анрі Констант д'Орвіє (альтеранативне написання імені Анрі Констант д'Орвіль). Уривки роману були перекладені українським вченим, юристом, дипломатом Сергієм Шелухіним у його книжці, виданій у 1936 році «Україна — назва нашої землі з найдавніших часів».[9] Уривки з роману українською також з'являлися в періодиці 1924 року в перекладі І Борщака[10] (1764);
- «Мазепа» (англ. Mazeppa) — поема лорда Байрона. Поема розповідає про юного Мазепу, пажа польського короля Яна II Казимира, якого оголеним прив'язують до спини коня та відпускають у степ у покарання за зв'язок з дружиною польського шляхтича. На написання поеми Байрона надихнула праця великого французького письменника доби Просвітництва Вольтера «Історія Карла ХІІ» (1819);
- «Мазепа» (фр. Mazeppa) — поема Віктора Гюґо (1829);
- «Мазепа, ватажок українських козаків» (фр. Mazeppa, chef des Cosaques de l'Ukraine)[11] (1830);
- «Полтава» — поема О. Пушкіна. У своїй поемі Олександр Пушкін малює образ гетьмана Мазепи як зрадника і запроданця царя Петра І. У той же час, на думку деяких сучасних українських істориків, Пушкін вказав у поемі, що справжньою метою гетьмана було здобуття Україною незалежності (1829);
- «Мазепа» — історичний роман Фаддея Булгаріна у 2-х частинах (1833—1834);
- «Мазепа» — поема німецького автора Г. Штебіна (1844);
- «Король степу» — німецького автора А. Мая(1849);
- «Мазепа» — німецького автора Т. Лейсі (1850);
- «Мазепа чи дикі коні Україна» — поема невідомого німецького автора;
- «Мазепа чи вороги» або «Мазепа, або Супротивники» — німецького автора К. Костіна (1855);
- «Битва під Полтавою» — німецького автора К. Штарка (1855);
- «Мазепа» — німецького автора А. Мютцельбурга (1860);
- «Мазепа» — німецького автора А. Зондермана (1860);

- «Мазепа» — польського автора Ю. Словацького (1834);
- «Пан гетьман Мазепа. Історичний роман» — польського автора Ф. Равіта-Гавронського;
- «Балада про Мазепу» (нім. Ballade vom Mazeppa)  — вірш Бертольта Брехта, уперше надрукований у німецькій газеті «Berliner Börsen-Courier» 8 липня 1923 року (1923)[12];
- «Гетьман Мазепа чи боротьба за корону» — польського автора Б. Курхана;
- «Мазепа та його посол» — шведського автора В. фон Гайденштама;
- «Іван Мазепа» — чеського автора І. Фріча;
- «Мазепа в Молдові» — молдавського автора Ґ. Асакі;
- «Молодість Мазепи» — українського автора М. Старицького;
- «Мазепа» — поема українського автора В. Сосюри;
- «Мотря[недоступне посилання з травня 2019]», «Не вбивай[недоступне посилання з травня 2019]», «Батурин[недоступне посилання з травня 2019]», «Полтава[недоступне посилання з травня 2019]», «З-під Полтави до Бендер[недоступне посилання з травня 2019]» — пенталогія «МАЗЕПА»[недоступне посилання з травня 2019] українського автора Б. Лепкого про гетьмана Івана Степановича Мазепу;
- «Руїна»  — історичний роман Михайла Старицького, у якому зроблена серйозна спроба об'єктивного відтворення суспільної діяльності Івана Мазепи  — майбутнього гетьмана, одного з визначних діячів України;
- «Мазепа, гетьман український» — поема українського автора Степана Руданського;
- «Гетьман Мазепа: повернення до Батурина» — твір українського автора Богдана Сушинського (2001);
- «Гетьман Іван Мазепа»  — драма на 5 дій українського автора Олелька Островського;
- «Мазепа-гетьман»  — роман Григорія Колісника (Київ, 1988—1989);
- «Мазепа» — історичний романукраїнського письменника XIX ст. Миколи Сементовського;
- «Мазепа»  — історична дума росіянина Кіндрата Рилєєва;
- «Цар і гетьман» — історичний роман про Мазепу українського та російського письменника Данила Мордовця;
- «Руїна (або життя і трагедія Івана Мазепи)» — історичний роман у віршах українського поета Леоніда Горлача;
- «Трагедія гетьмана Мазепи» — роман-есе українського автора В. Чемериса;
- «Голод і любов (Викрадення Європи) [Архівовано 5 квітня 2016 у Wayback Machine.]» — драматизована поема про Івана Мазепу сучасного українського автора Ігоря Павлюка // Бунт (книга), 2006. — С.155-196.
- «Заповіт Мазепи, князя Священної Римської імперії, що відкрився в Одесі праправнукові Бонапарта» — пригодницький роман Рафаеля Гругмана «Завещание Мазепы, князя Священной Римской империи, открывшееся в Одессе праправнуку Бонапарта» — Москва: Родина, 2021, ISBN 978-5-00180-335-5

## Образ гетьмана Мазепи в музичних творах
Відомі музичні твори на тему про Мазепу:

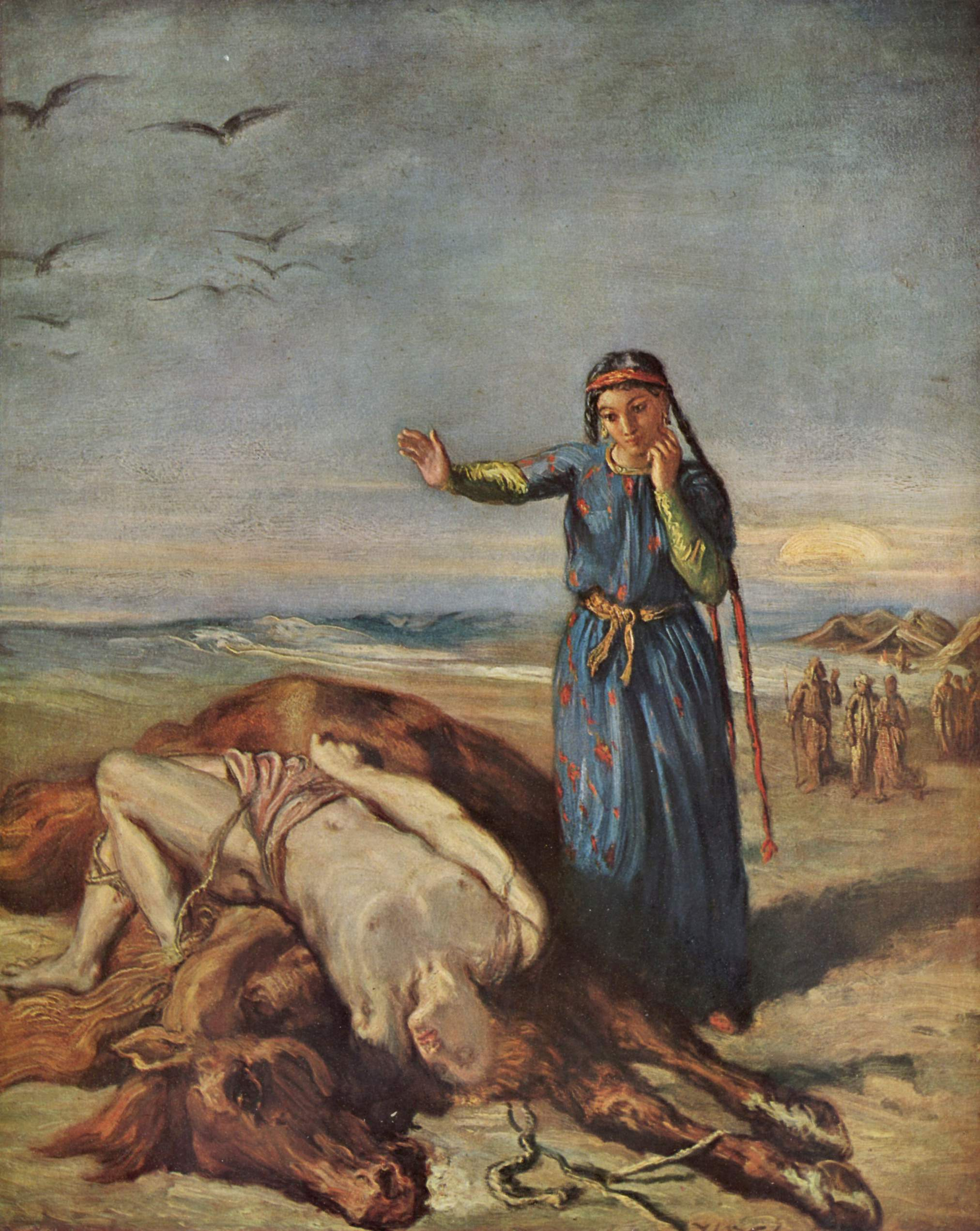
Козачка біля тіла Мазепи, прив'язаного до коня

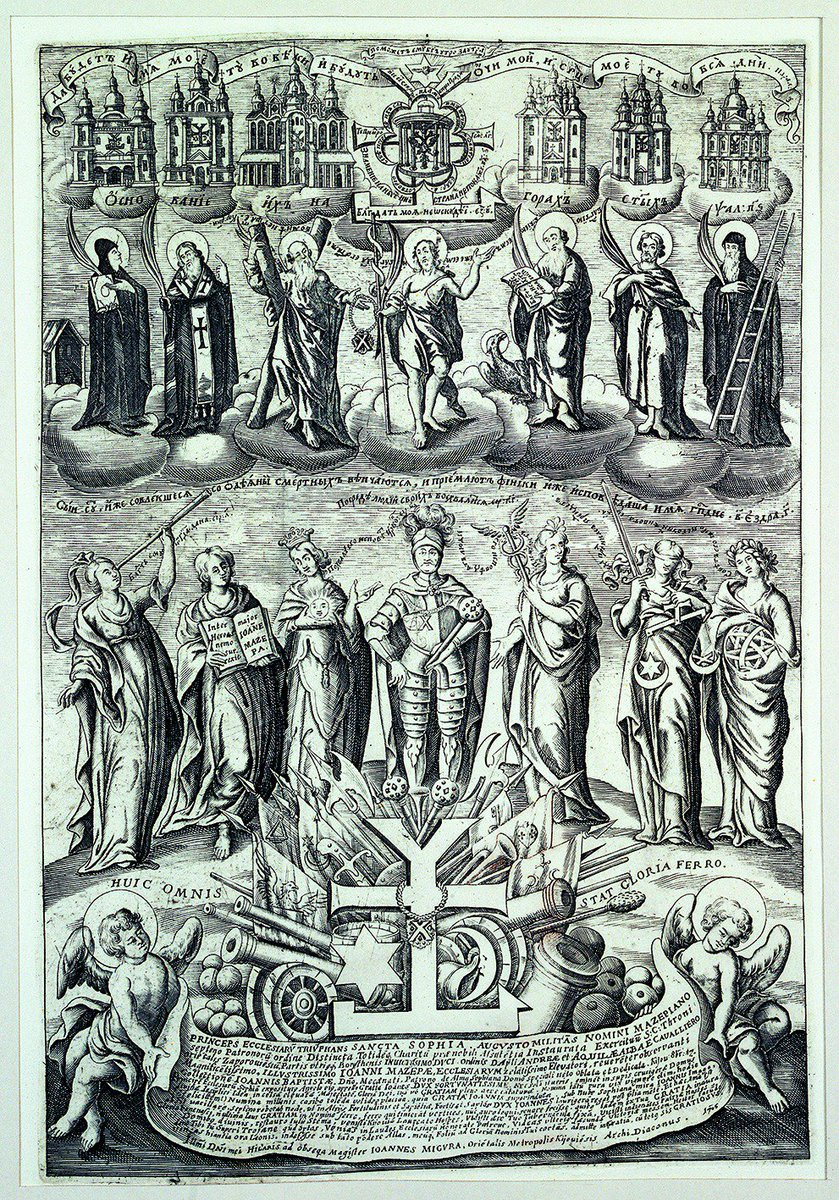
Мазепа в оточенні добрих справ. Гравюра І. Мигури

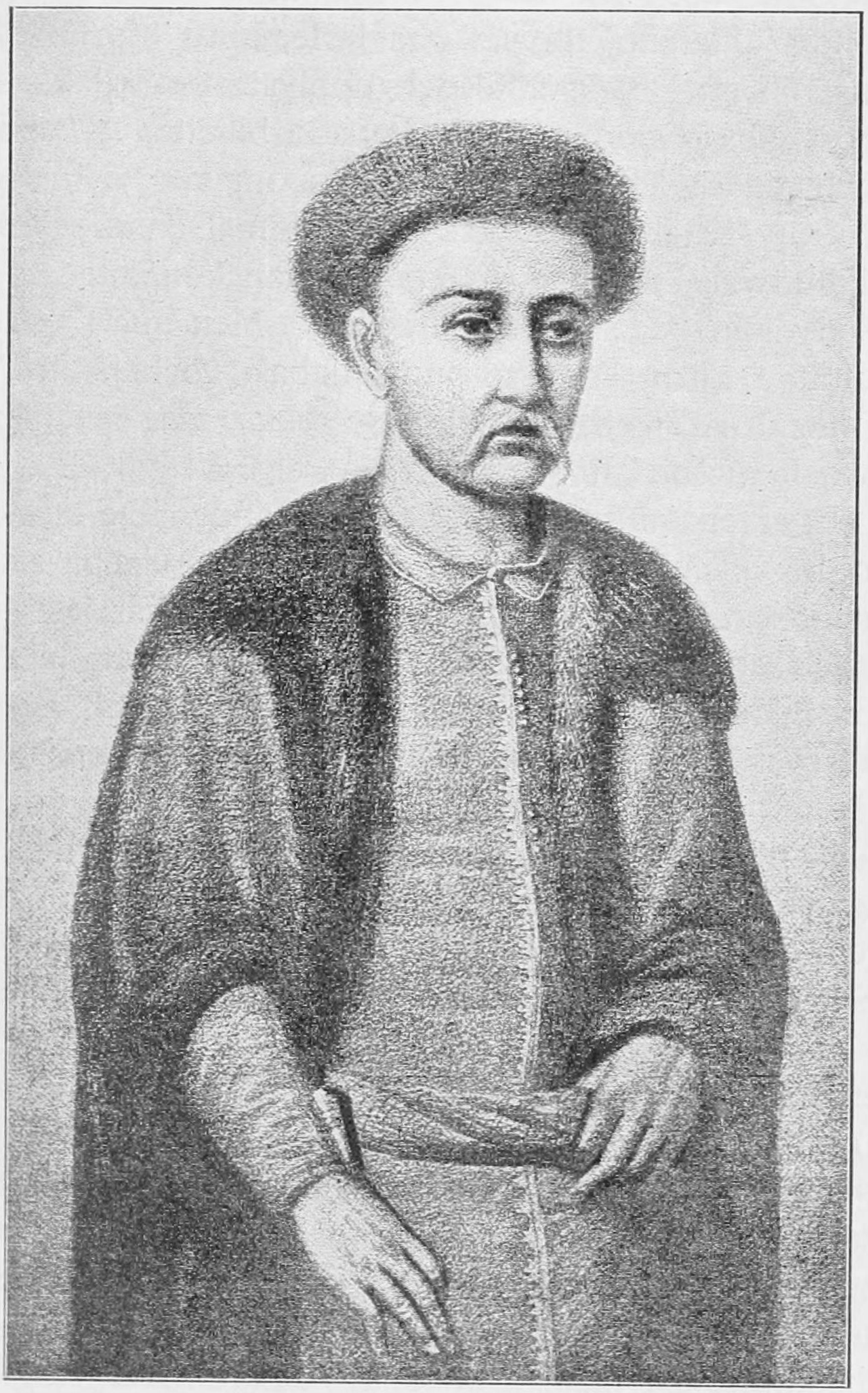
Портрет Мазепи в Успенському соборі Києво-Печерської Лаври

- «Мазепа» — симфонічна поема Ференца Ліста (за Гюго, 1851) і його ж фортепіанний етюд з циклу «Етюди вищої майстерності» («Трансцендентні»);
- «Мазепа» — опера Петра Чайковського (по О. Пушкіну, 1883);

 Уперше була поставлена 3 (15) лютого 1884 р. у Великому театрі в Москві й одночасно в Маріїнському театрі в Санкт-Петербурзі 19 лютого 1884 р. У 1885 р. опера була поставлена в Тифлісі. У 1903 р. відновлена в Маріїнському театрі. На радянській сцені вперше поставлено 6 жовтня 1922 р., Оперний театр Зіміна. 14 травня 1934 р. поставлена в Большому театрі, в 1934 р. у Ленінградському театрі опери та балету, у 1949 р. у філії Великого театру, в 1950 р. у Ленінградському театрі опери та балету ім. Кірова. Поставлено в інших містах СРСР: Києві (1933), Куйбишеві (1939), Саранську (1946), Єревані, Свердловську, Алма-Аті (все в 1949) тощо. За кордоном у Ліверпулі (1888), Варшаві (1912), Вісбадені (1931), Нью-Йорку (1933), Відні (1933), Празі (1934), Софії (1937). Флоренції (1954) тощо; останнім часом — у Берні, Карлсруе, Ліоні, Мілані, Нью-Йорку, Единбурзі.

- Майкл Вільям Балф — кантата «Мазепа» (1862);
- «Мазепа» — увертюра Ж. Матіаса (1876);
- «Мазепа» — етюд-галоп А. Кидала (1878);
- «Мазепа» — кантата О. Титова;
- «Мазепа» — незавершений вокальний квартет Рахманінова (1890);
- «Мазепа» — опера Марі де Гранваль (1892);

Протягом 30-х років XIX — початку XX століття гетьману Мазепі присвятили музичні твори найкращі композитори Європи та Росії:
- Фабіо Кампана — Болонья (1850);
- Пурна Ш. — Париж (1872);
- Мінхеймер А. — Варшава (1875);
- Педрель Ф. — Мадрид (1881);
- Мейр — ЛАЦ — Лондон (1885);
- Коген — Лінар — Бухарест (1890);
- Фітінгофа — Шель — Санкт — Петербург (1859);

## Образ гетьмана Мазепи в кінематографії
Художні фільми:
- «Мазепа (фільм, 1909)» — німий художній короткометражний фільм Василя Гончарова за мотивами поеми О. Пушкіна «Полтава» (1909);
- «Мазепа (фільм, 1914)» — фільм Петра Чардиніна знятий за поемою Юліуша Словацького. Актори: Арсеній Бібіков (Король Ян Казимир), Іван Мозжухін (Мазепа, дворянин з свити короля), Едуард Пухальський (воєвода), Надія Нельський (Амелія), Н. Нікольський (Збігнєв) (1914);
- Мазепа, національний герой України (фільм, 1919) (нім. Mazeppa, der Volksheld der Ukraine) — німецький художній повнометражний фільм виробництва Мартіна Бергера, з Вернером Краусом у головній ролі;
- «Молитва про гетьмана Мазепу» — український повнометражний художній фільм.

Науково-популярні фільми:
- «Гетьман Іван Мазепа» — режисер О. Скрипник, наукові консультанти В. Чуб, Г. Ярова (1992);

Образ Мазепи у фільмі О. Скрипника був вперше поданий не як образ зрадника і запроданця, створеного протягом століть російської і радянської пропагандою, а як образ державного діяча в складних умовах існування Україна. У той же час автори фільму пішли і від надмірного «освячення» Івана Мазепи. Автори показали значущість постаті гетьмана, складність і суперечливість його дій.
- «Анафема (1993)» — режисер Л. Анічкін, оператор А. Солопай, сценарій В. Шевченка, в ролі Івана Мазепи — Богдан Ступка (1993);

У фільмі «Анафема» автори використовували невідомі і не доступні раніше джерела про гетьмана Мазепу. У результаті автори заявили про не можливості далі вважати гетьмана Мазепу зрадником і зробили висновок у фільмі, що той, хто вважає Івана Мазепу зрадником, сам є ворогом ідеї незалежності України.
- «Іван Мазепа (2007)» — режисер фільму, викладач кафедри кіно і телебачення Київського театрального інституту, член Національної спілки кінематографістів України В. Вітер. Фільм складається з 5 частин по 15 хвилин кожна. У фільмі використані українські, шведські, польські та російські джерела. Презентація фільму відбулася 10 листопада 2007 року на всеукраїнському каналі телебачення 5 канал (2007).
- Мазепа (фільм, 1993) — Мазепа як символ.

## Образ гетьмана Мазепи в живописі

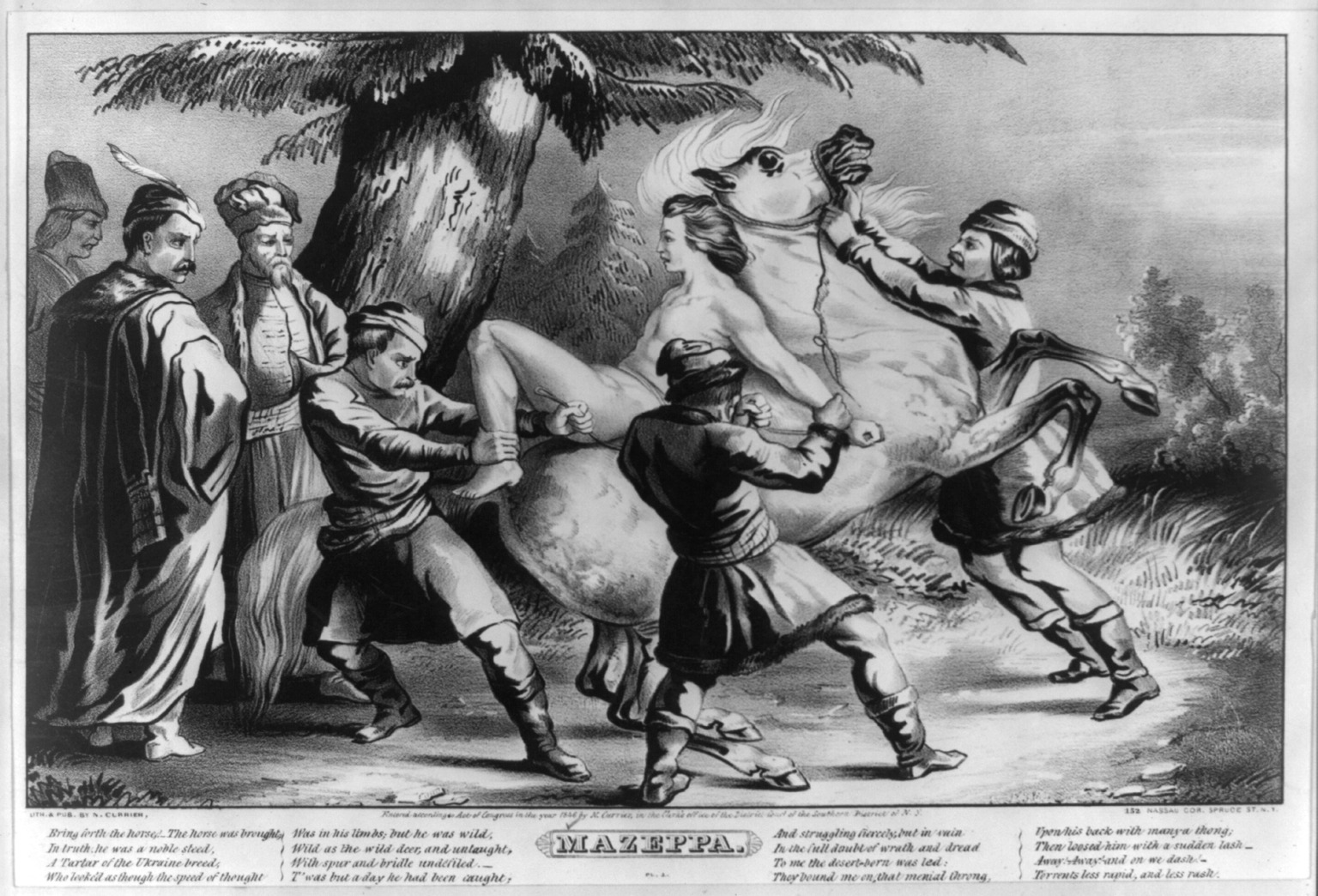
Мазепа, поема Байрона

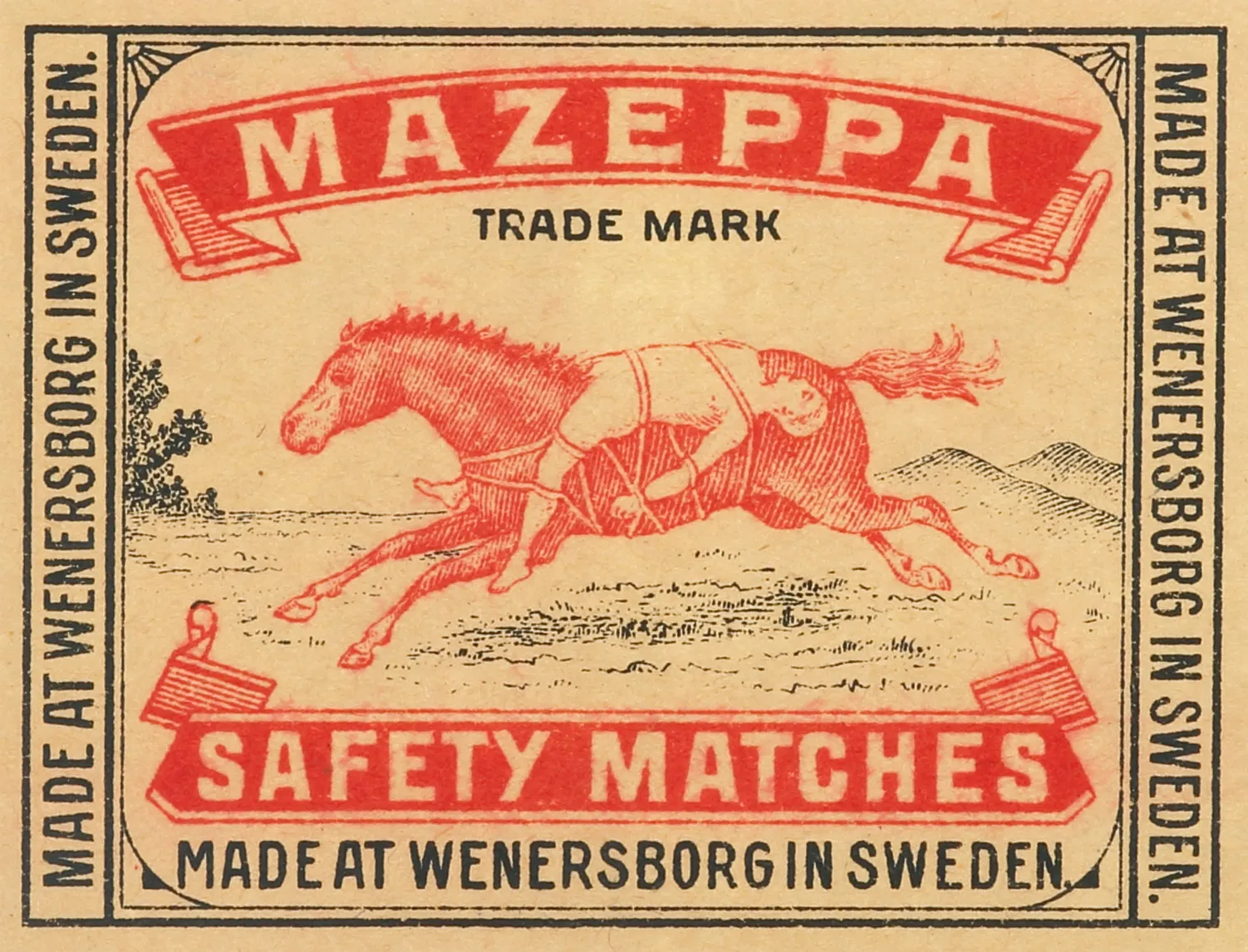
Шведські сірники "Мазепа". Vänersborgs Tändsticksfabrik (1867-1895)

Збереглася значна кількість картин із зображенням гетьмана Мазепи, які зберігаються в музеях різних країн, у тому числі і в Україні. Особливістю цих картин є те, що особа Івана Мазепи на картинах не збігається. На думку дослідника портретів гетьмана Мазепи Лариси Шендрік найвірогіднішим є зображення гетьмана на картині, що зберігається в Гріпсгольме (Швеція):
- «Портрет гетьмана Івана Мазепи» — невідомий художник, картина зберігається в замку Гріпсгольм, (Швеція);
- «Старий Мазепа розповідає свою історію Карлу ХІІ» — художники А. Деверо, Ю. Коссак;
- «Муки Мазепи» — художник Л. Булянже;
- «Паж Мазепа». Теодор Жеріко (1820);
- «Мазепа на вмираючому коні». Ежен Делакруа (1824, Гельсінкі);
- «Мазепа серед вовків». Орас Верне (1826). Копія Д. Ф. Херрінг (1833, галерея Тейт);
- «Покарання Мазепи» — художник Булянже;
- «Козаки знаходять Мазепу» — художник Є. Харпентер;
- «Гетьман Іван Мазепа» — офорт Норблена де ла Горда (XVIII ст.);
- Серія літографій Натаніеля Кюр'є (Nathaniel Currier) (1813—1888);
- «Гетьман Іван Мазепа» — художник Іван Нікітін, зберігається в Чернігівському історичному музеї. У Росії ця картина відома з назвою «Портрет напольного гетьмана»;
- «Портрет гетьмана Івана Мазепи» — художник невідомий, зберігається в Сумському обласному краєзнавчому музеї;
- «Портрет гетьмана Івана Мазепи» — художник С. І. Васильківський (1901), зберігається в Національному музеї мистецтв України;
- «Портрет гетьмана Івана Мазепи» — художник В. М. Масютин (Берлін, 1933);
- «Мазепа» — художник Йоганн Шюнберг, XIX століття (Відень);
- «Карл XII, Мазепа і Понятовський після Полтавської битви» — художник Й-Г. Пенцель (1793);
- «Мазепа, прив'язаний до коня» — художник невідомий (XIX ст.), pберігається в колекції Павліковського;
- «Виїзд гетьмана Івана Мазепи з Батурина» — художник Н. Сомко, зберігається в Національному художньому музеї України;
- «Портрет гетьмана Івана Мазепи» — художник Ф. Гуменюк, зберігається в Національному історико — культурному заповіднику «Гетьманська столиця»;
- «Мазепа і Карл XII» — художник Ф. Гуменюк;
- «Гетьман Іван Мазепа» — художник С. Луцик — зберігається у Львівській науковій бібліотеці Національної академії наук України;
- «Портрет Івана Мазепи» — художник невідомий, зберігається в Музеї Івана Франка (Львів);
- «Портрет Івана Мазепи в латах з Андріївською стрічкою» — художник невідомий (XVII ст.), зберігається в Дніпропетровському художньому музеї;
- «Портрет Яна Мазепи» — художник М. Бернігерот;
- «Помста Мазепи» — художник А. Баугін;
- «Смерть Мазепи в Бендерах» — художник П. Чирко;
- «Мотря і Мазепа» — художник М. Буряк;
- «Портрет Івана Мазепи» — художник невідомий, розміщений в літописі Самійла Величка;
- «Мазепіана» — серія графічних картин, присвячена гетьману України Івану Мазепі, заслуженого художника України, лауреата Національної премії імені Тараса Шевченка Якутовича С. Г. (2004);
- «Портрет Івана Мазепи» — О. П. Курилас (1909);
- «Мазепа» — художник Олександр Орловський, зберігається в Полтавському художньому музеї імені Миколи Ярошенка.Шведські сірники "Мазепа". Vänersborgs Tändsticksfabrik (1867-1895)

## Тема Мазепи в політичній карикатурі
Легенди про молоді роки Івана Мазепи мали такий вплив на культуру й мистецтво XIX ст., що тематика легенд про Мазепу використовувалась навіть в політичній карикатурі.
Так, гумористичному журналі «Fun» за 29 жовтня 1864 р. (№ 65) було надруковано карикатуру на Авраама Лінкольна у вигляді «Модернового Мазепи» на коні. Це було пов'язано з тим, що в дискусії про Громадянську війну в США він висловив співчуття Конфедерації за що був засуджений своїми соратниками. Але — згодом став президентом США.
1872 року — відомий американський карикатурист Томас Наст (Thomas Nast) у журналі «Harper's Weekly» за 1 червня 1872 p. (№ 428) надрукував свою карикатуру «Модерний Мазепа» на Гораса Ґрілі — спільного кандидата в президенти від Ліберально-республіканської та Демократичної партій на президентських виборах. Він був зображений на коні, який мчить до Білого Дому.
Це було пов'язано з редакційною статтею в «New York Tribune», написаною Х. Грилі в 1862 р. Тоді в театрі на Бродвеї ставилась вистава «Мазепа» (за Байроном) й актриса Ада Менкен (Adah Isaacs Menken) з'явилась в образі юного Мазепи напівголою. Про це Грилі писав: «Ми не можемо повірити, що актриса має постати перед нашими громадянами в такому образі Мазепи, щоб не викликати обурення й спротив порядних людей, показуючи своє тіло в голому вигляді.» Після громадських протестів п'єсу було заборонено, а театр майже закрито.

Карикатура в Fun "Модерний Мазепа" (1864 р.)
Карикатура в "Harper’s Weekly" (1872 р.)

## Галерея

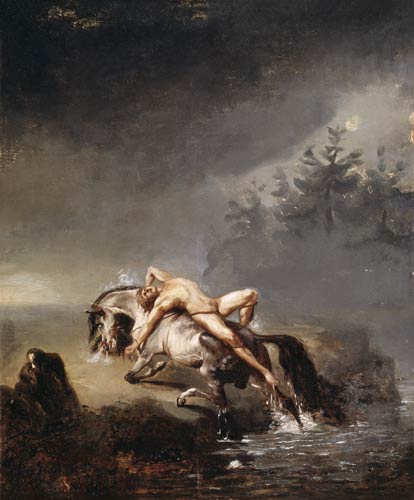
«Мазепа, прив'язаний до коня». Орас Верне (1820-ті роки).
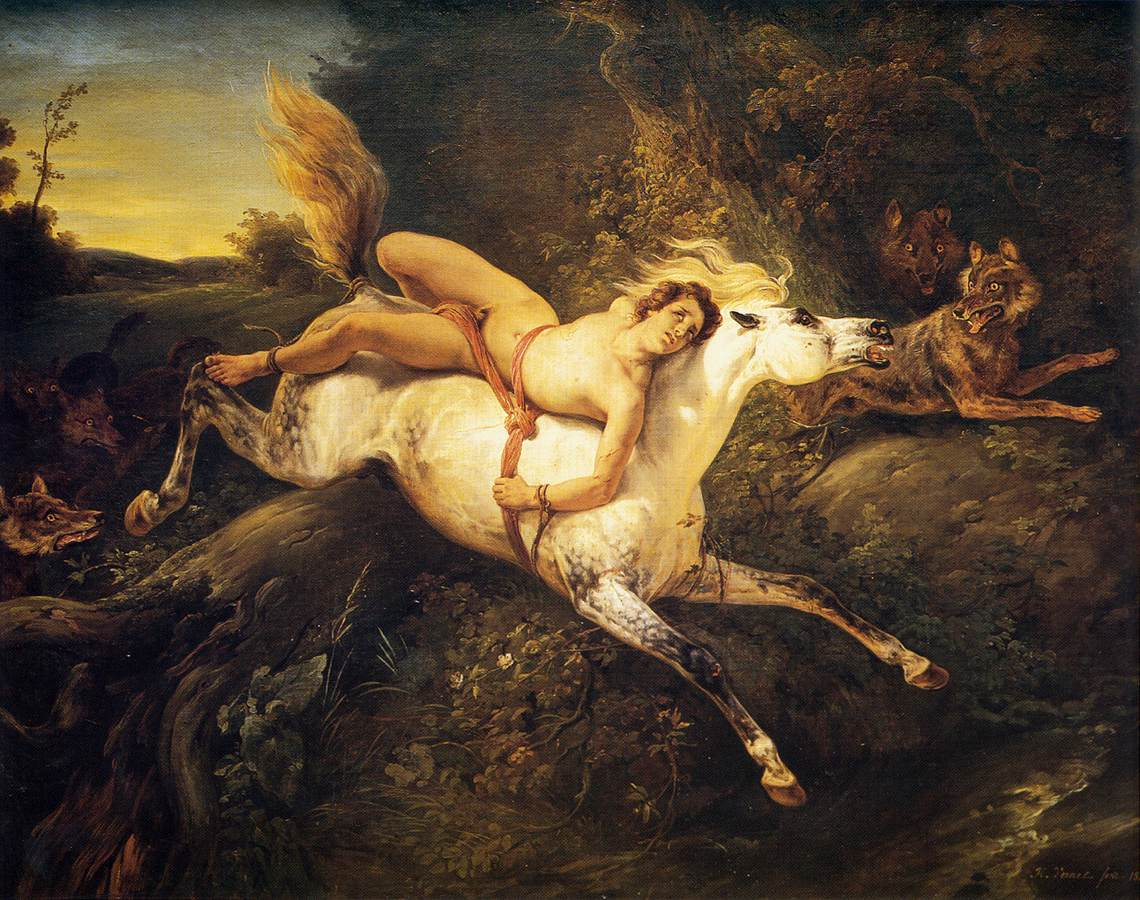
Мазепа серед вовків — Орас Верне (1826 р.)
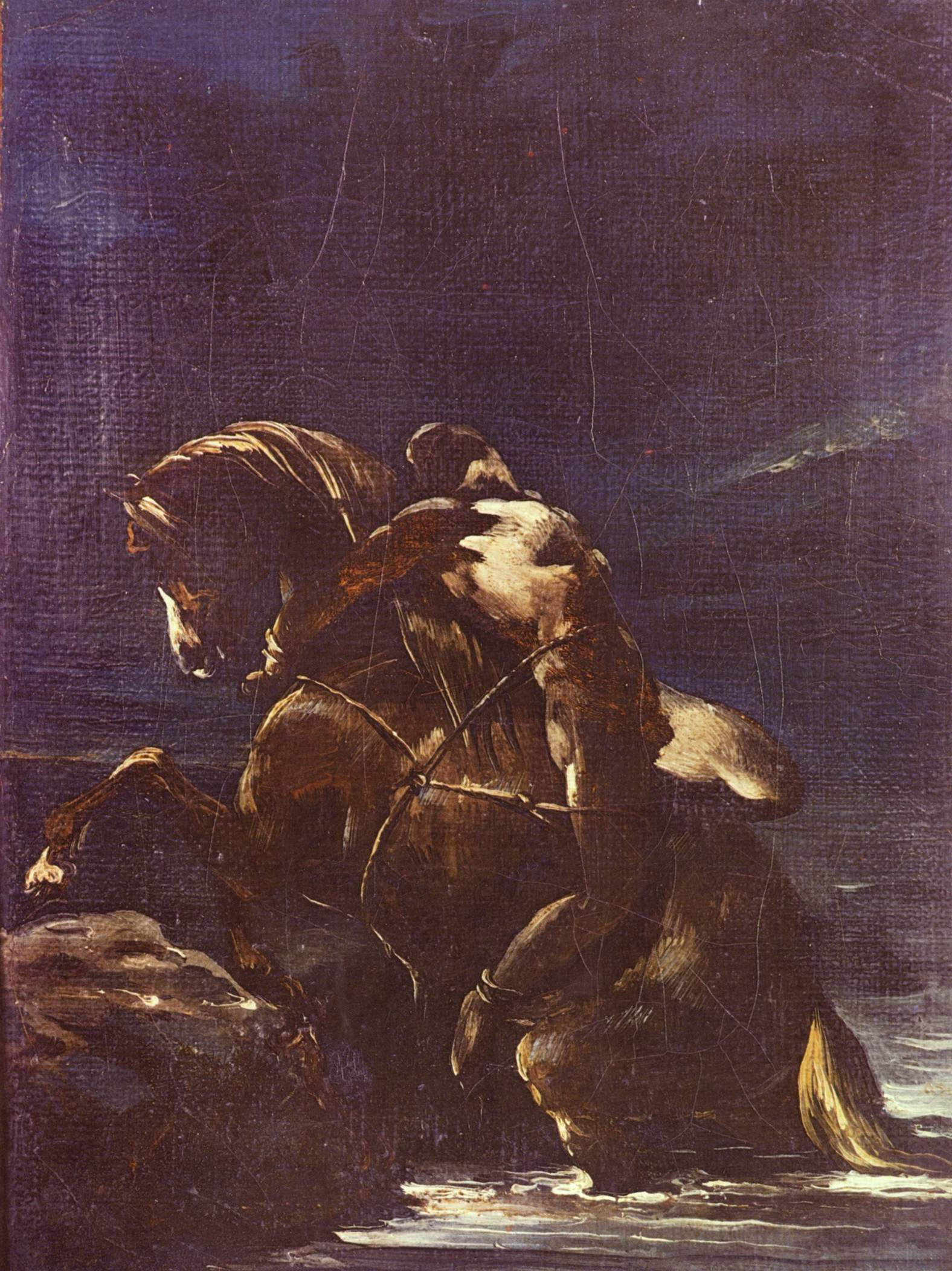
Теодор Жеріко. Паж Мазепа (1820 р.), Париж.
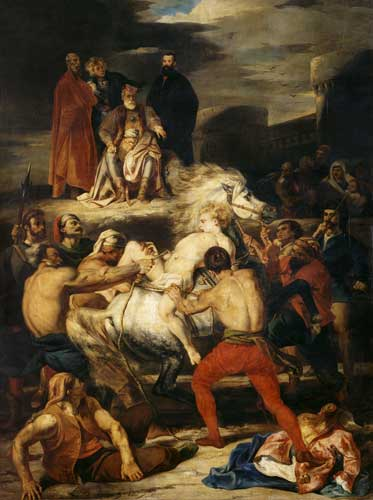
«Муки Мазепи» — Луї Буланже.
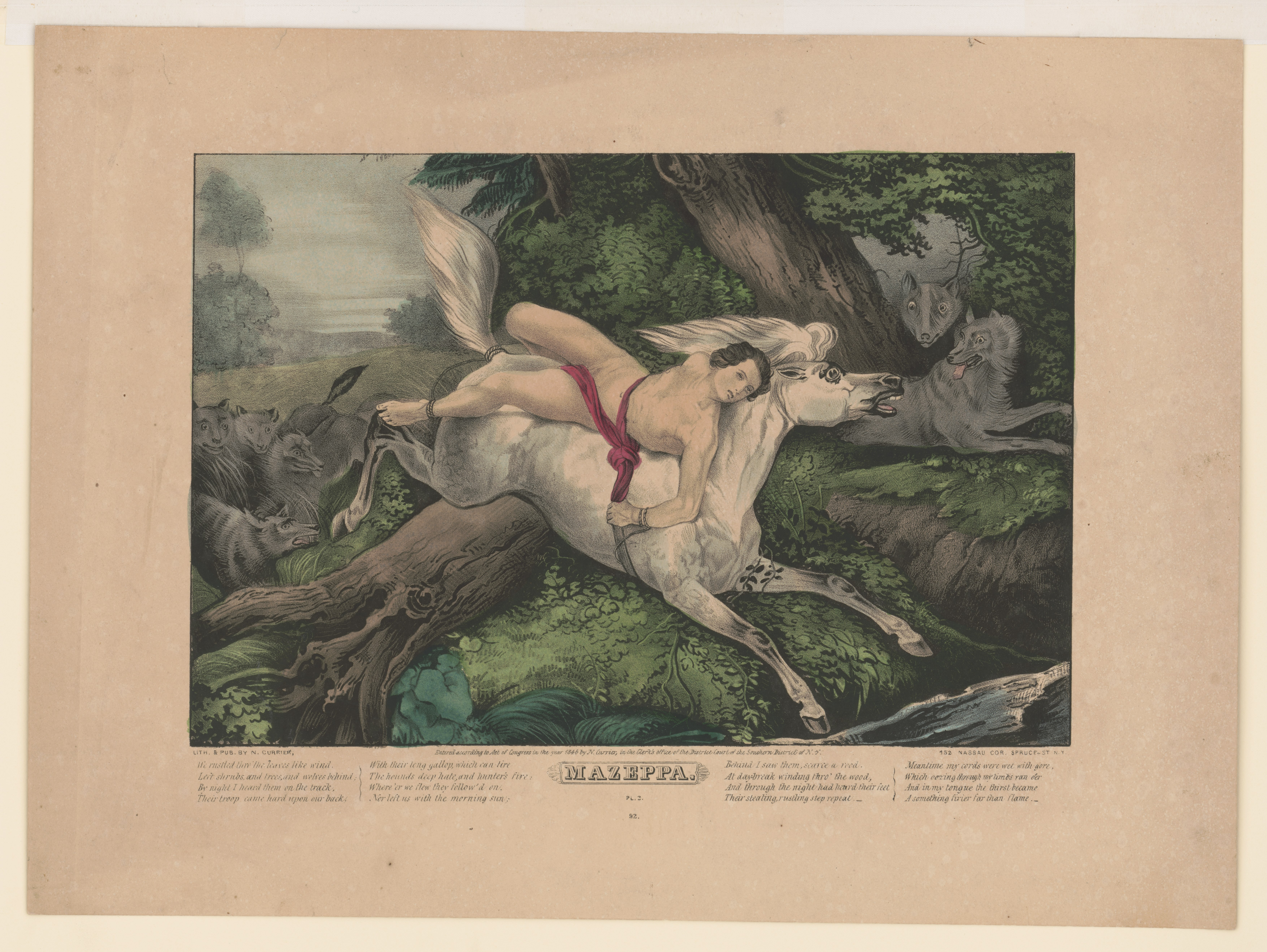
Літографія Nathaniel Currier "Мазепа"
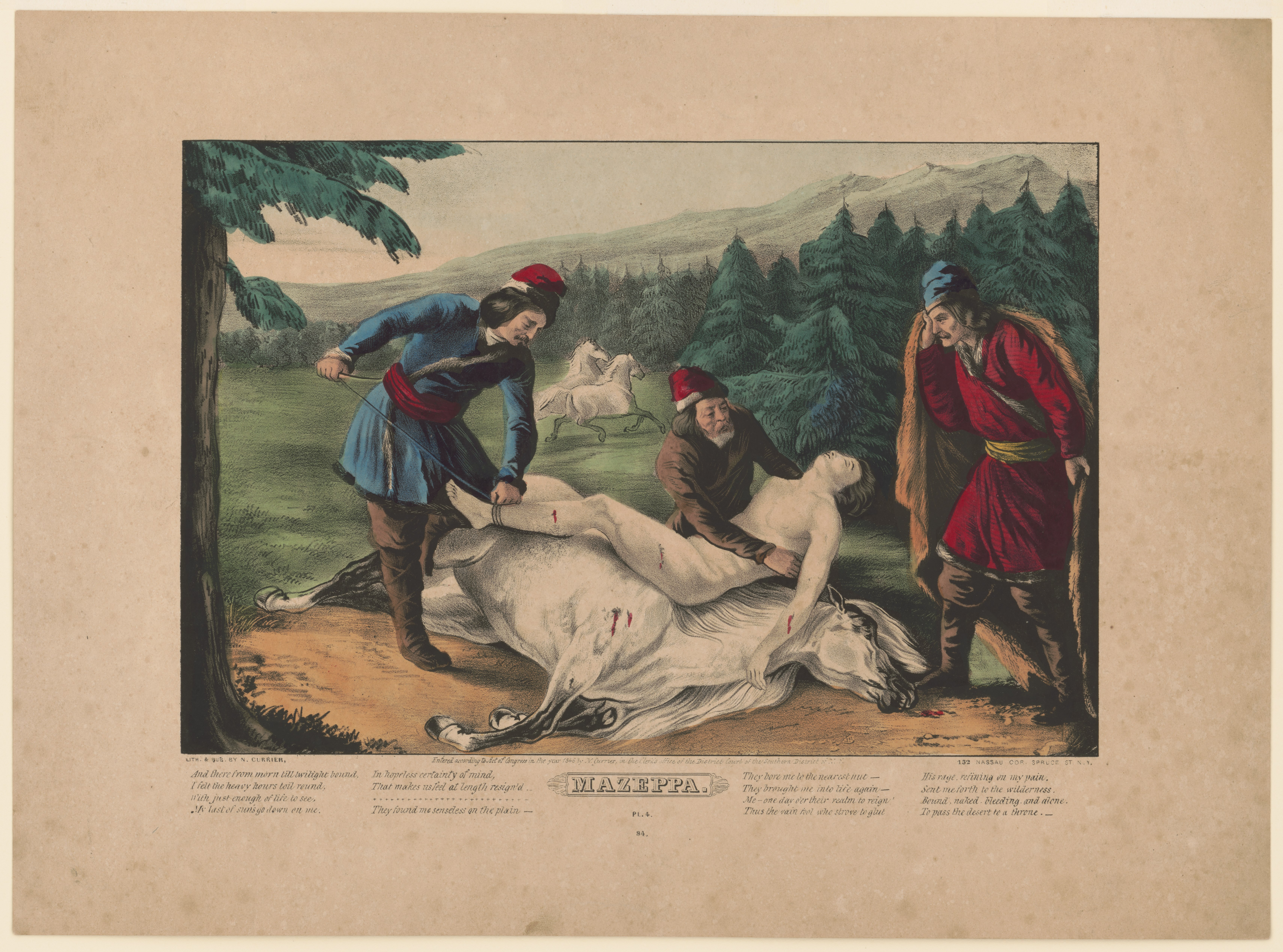
Літографія Nathaniel Currier "Мазепа 2" (1846 р.)
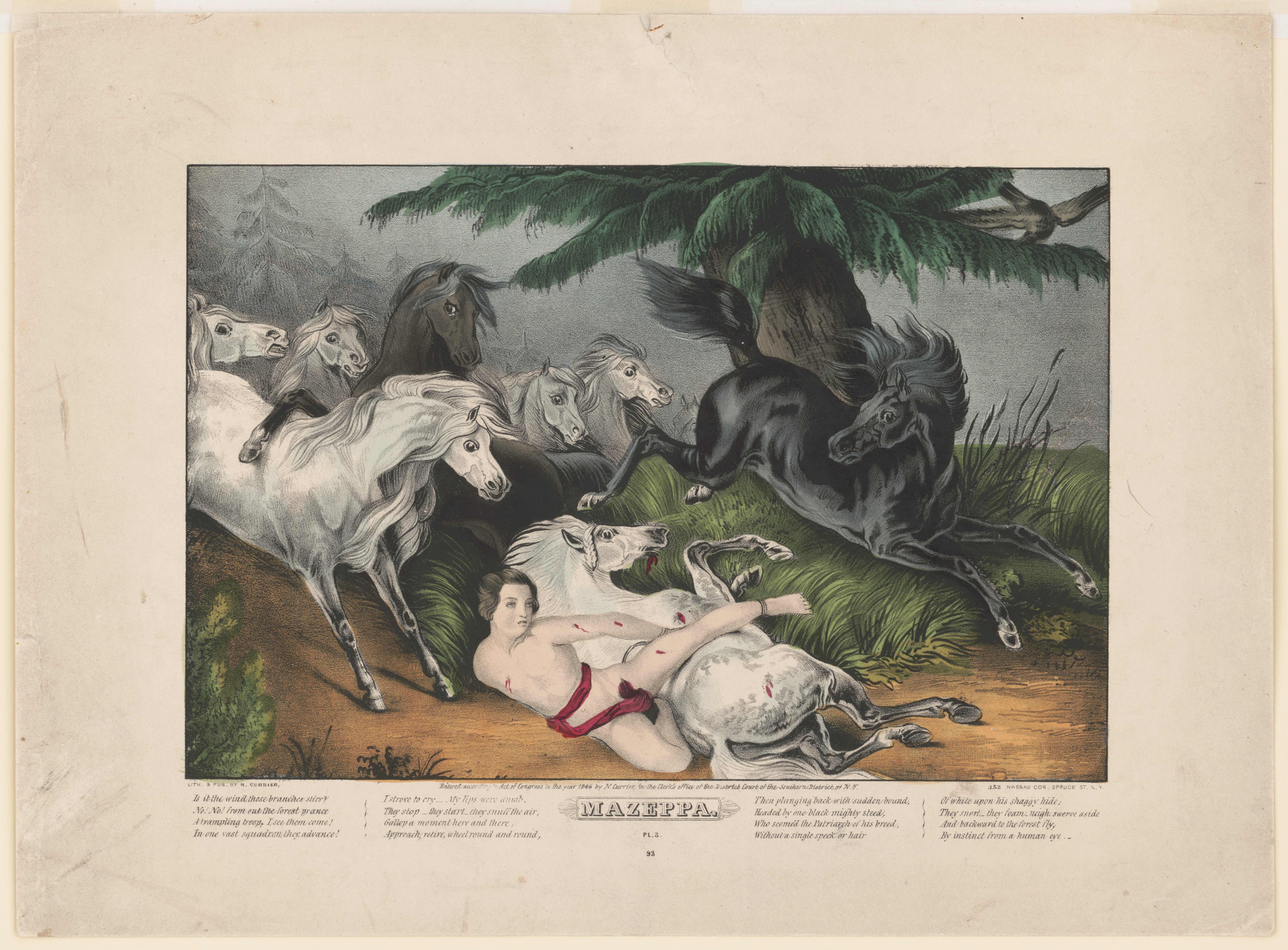
Літографія Nathaniel Currier "Мазепа 3" (1846 р.)
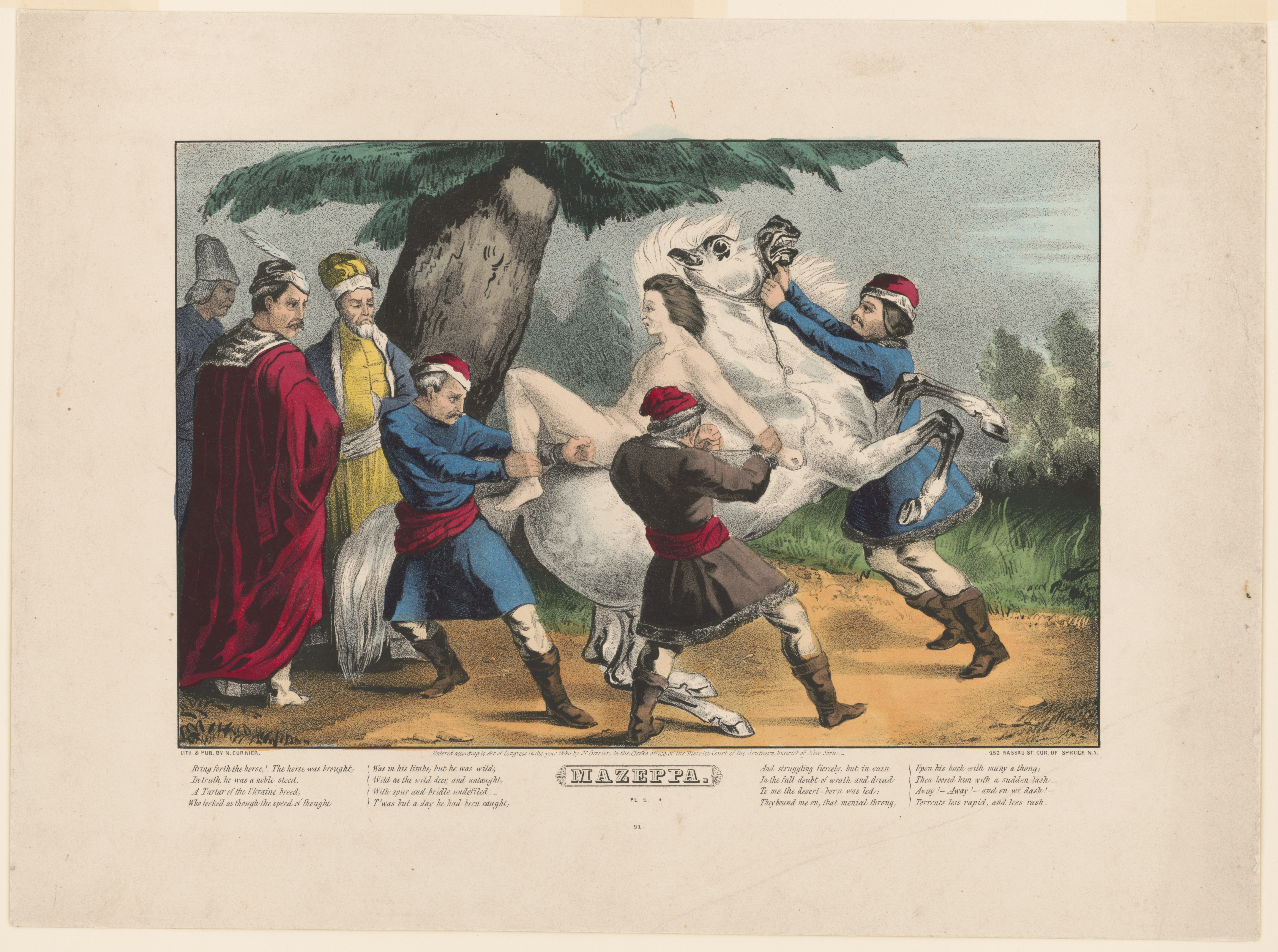
Літографія Nathaniel Currier "Мазепа 4" (1846 р.)
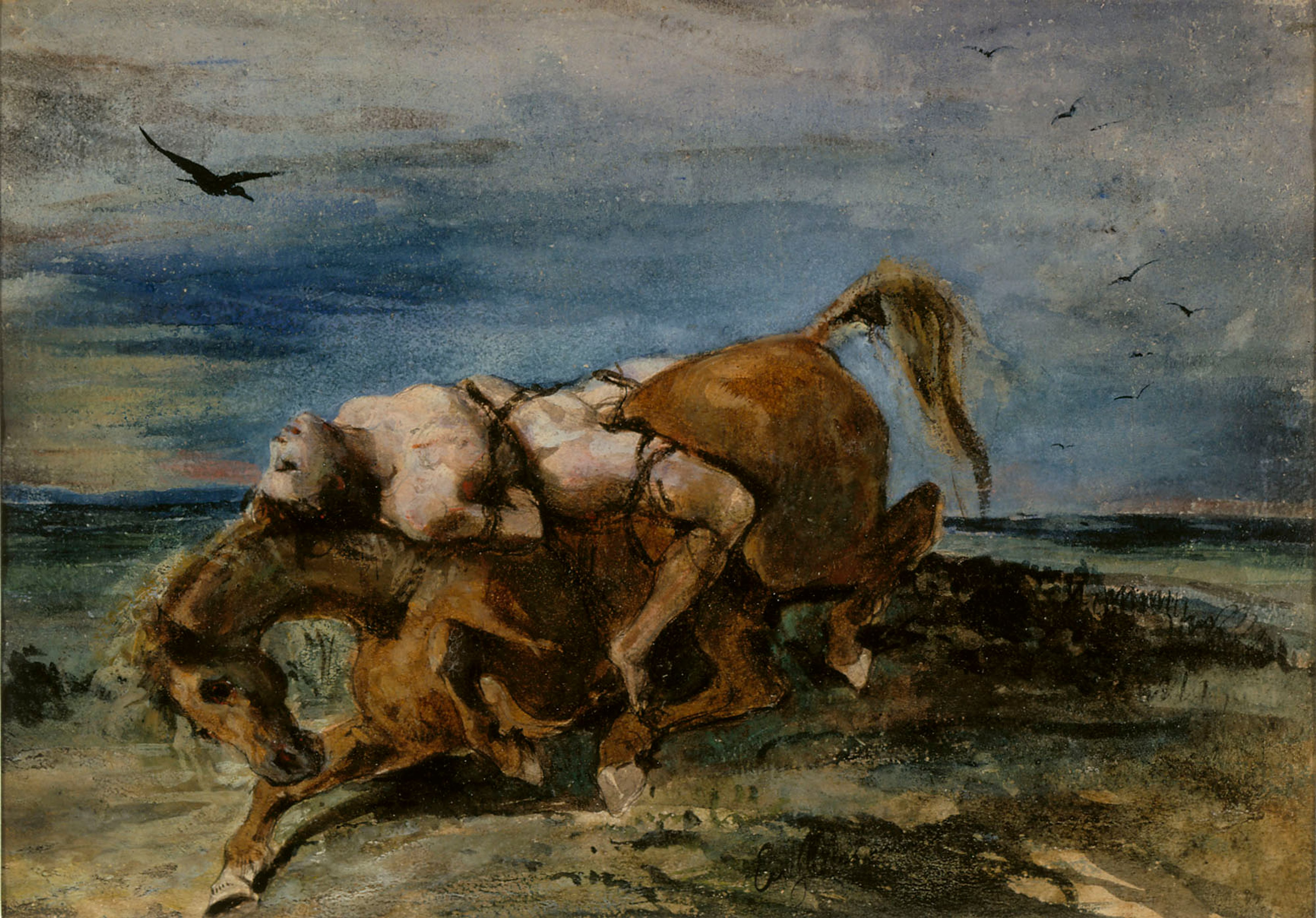
"Мазепа на коні" - Ежен Делакруа (1828 р.)
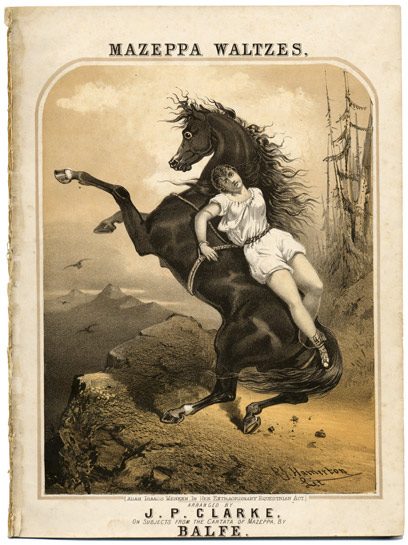
Літографія R. J. Hamerton 'Mazeppa Waltzes' (1865 р.)
Ілюстрація до поеми Байрона в The Art Journal (1865 р.)
Смерть коня Мазепи. Автор нев. (1 пол. XIX ст.)

## Образ гетьмана Мазепи в церквах і на іконах

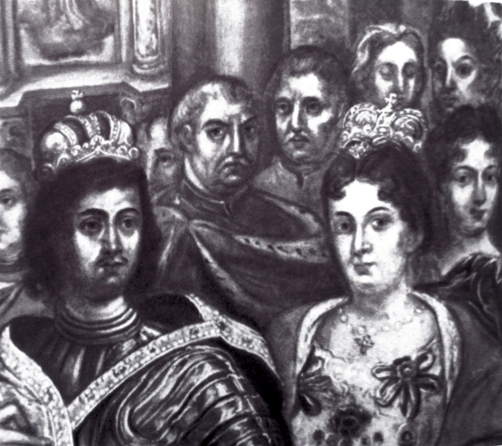
Ікона із зображенням Петра І, Катерини Олексіївни та Івана Мазепи

- Ікона із зображенням Петра І, Катерини Олексіївни та Івана Мазепи.
- Портрет Івана Мазепи в Успенському соборі Києво-Печерської Лаври. За відомостями Шендрик Л. К. — це один з перших портретів гетьмана. До нашого часу дійшла лише автокопія цього портрета. У 1884 році, за вказівкою церковного керівництва, стіна де був зображений портрет, була заштукатурена. Про те, що це Мазепа, свідчить напис «Іван Степанович Мазепа. Гетьман».